# 256 î.Hr.

## Nașteri
- dată necunoscută: Împăratul Gaozu al dinastiei Han  (d. 195 î.Hr.)